# ホウキとオートバイ
『ホウキとオートバイ』は、わたべ淳による日本の漫画作品。『オートバイ』（モーターマガジン社）にて、2009年より不定期連載。2015年に完結。

## 概要
魔女のサラが古今東西の様々なライダーと出会う物語。

## 登場人物
サラ
魔女で様々な国や色々な時代のライダーと出会う。彼女の姿はその話の主人公しか見えない。